# Щербина Микола Семенович
Мико́ла Семе́нович Щерби́на (1920—1981) — радянський військовик, учасник Другої світової війни, підполковник ВПС СРСР.

## Життєпис
Народився 1920 року в місті Дебальцеве Донецької області у родині робітників-українців. Закінчив 7 класів, школу фабрично-заводського учнівства, працював моделювальником. З 1938 року в лавах РА, 1940-го закінчив Ворошиловградську військову авіаційну школу пілотів.
З липня 1941 року брав участь у боях нацистсько-радянської війни — в складі 36-го гвардійського авіаційного бомбардувального полку, згодом став замісником командира ескадрильї. Літав на бомбардувальнику Пе-2.
В червні 1943 року направлений на курси вдосконалення командного складу. До вересня 1944 року здійснив 169 бойових вильотів — 55 з них на розвідку, та для бомбардування військ противника.
12 січня 1945 року поблизу польського міста Бусько-Здруй літак Щербини був підбитий вогнем з землі та зробив вимушену посадку. Протягом 5 діб екіпаж відривався від переслідування та перетнув лінію фронту.
До кінця війни здійснив 198 успішних бойових вильотів, ліквідувавши 9 літаків та 12 танків.
Після закінчення війни та до 1959 року служив в ВПС СРСР — в Прикарпатському, Прибалтійському та Одеському воєнних округах.
1953 року закінчив Вищі офіцерські льотно-тактичні курси. Скерований на службу до 748-го гвардійського авіаційного бомбардувального полку, котрий на той час перебував на аеродромі Тьоколь в Угорщині. Служив командиром ескадрильї з перенавчання курсантів Кіровоградського авіаційного училища — для польотів на «Іл-28». 1947 побрався з Надією Петрівною Щербиною.
Демобілізувавшись, служив та працював у Запоріжжі.
Помер 1981 року, похований в Дебальцевому.

### Нагороди та вшанування
- медаль «Золота Зірка» (23 лютого 1945)
- орден Леніна (23 лютого 1945)
- 2 ордени Червоного Прапора
- орден Олександра Невського
- 2 ордени Червоної Зірки (перший — жовтень 1941, за здійснення 47 успішних бойових вильотів, другий — 1943)
- медалі
- на його честь пойменовано одну з вулиць Дебальцевого.